# Sievert
| Kleinere eenheden | Kleinere eenheden | Kleinere eenheden |
| factor            | naam              | symbool           |
| ----------------- | ----------------- | ----------------- |
| 10−9              | nanosievert       | nSv               |
| 10−6              | microsievert      | μSv               |
| 10−3              | millisievert      | mSv               |
| 1                 | sievert           | Sv                |

De sievert (symbool Sv) is de SI-eenheid voor de equivalente dosis ioniserende straling waaraan een mens in een bepaalde periode is blootgesteld, en is gelijk aan 1 J/kg. De sievert is afhankelijk van de biologische effecten van straling. Dit in tegenstelling tot de natuurkundige effecten van straling, waarvoor de grootheid geabsorbeerde dosis wordt gebruikt, uitgedrukt in de eenheid gray, symbool Gy. De sievert is genoemd naar de Zweedse medisch fysicus Rolf Sievert.
De dimensie van zowel de gray als de sievert is gelijk aan energie per massa-eenheid. De gray geeft alleen energie per massa aan, terwijl in de sievert het biologisch effect van de stralingssoort wordt verrekend. De oudere eenheid voor equivalente dosis was de rem (röntgen equivalent man). 1 Sv is gelijk aan 100 rem.

## Equivalente dosis

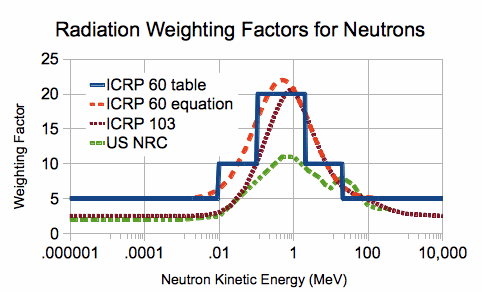
Gewichtsfactoren voor neutronen om Gray om te rekenen naar Sievert

De equivalente dosis voor een weefsel wordt gevonden door de geabsorbeerde dosis te vermenigvuldigen met een stralingsweegfactor, die afhangt van het soort straling. De effectieve stralingsdosis voor een individueel persoon kan dan worden bepaald door de equivalente dosis in ieder orgaan te vermenigvuldigen met een weefselweegfactor, die afhangt van het deel van het lichaam dat is blootgesteld aan de straling, en de resultaten van alle organen op te tellen.

## Achtergrondstraling
De natuurlijke achtergrondstraling varieert sterk van plaats tot plaats, maar de gemiddelde equivalente dosis voor een inwoner van Nederland ten gevolge van de natuurlijke achtergrond bedraagt ongeveer 2,5 mSv/jaar (= 2,5 millisievert per jaar).
Het Belgische Federale Agentschap voor Nucleaire Controle schat de gemiddelde natuurlijke achtergrondstraling voor België in op 2,5 mSv/jaar.

## Effect op de mens
Beroepshalve blootgestelde personen mogen in België maximaal 20 mSv (millisievert) per rollend jaar oplopen.
Tijdens het ongeluk in de kerncentrale van Fukushima in Japan in maart 2011 werden volgens sommige berichten technici in de centrale blootgesteld aan 400 millisievert per uur. Deze waardes liggen binnen de dosislimieten zoals beschreven in de Belgische wetgeving tijdens reddingsinterventies bij nucleaire noodsituaties. Een doorlopende blootstelling aan 400 mSv/h leidt al na een paar uur tot een afname van de witte bloedcellen. Dit leidt tot braken en hoofdpijn.
Bij de kernramp van Tsjernobyl in 1986 kwam in korte tijd een grote hoeveelheid straling vrij. De hulpverleners en technici die toen ter plaatse waren, kregen dan ook grote stralingsdosissen te verwerken. Na de kernramp is veel ervaring opgedaan over de invloed van deze bestralingen op het menselijke lichaam. De laatste studie door de VN-organisatie UNSCEAR concludeert dat 134 werknemers en noodwerkers stralingsziekte opliepen. Hiervan overleden 28 mensen ten gevolge van de opgelopen straling. De 106 overlevenden hielden aan de bestraling huidschade en cataract over. Verder werden honderdduizenden mensen ingeschakeld om de ramp te bestrijden. Bij deze mensen werd een verhoogde kans op leukemie en cataract gevonden.